# Element absorbujący
Element absorbujący – element zbioru z działaniem dwuargumentowym, którego iloczyn z dowolnym innym elementem zbioru jest tym elementem absorbującym. W teorii półgrup, element absorbujący nazywany jest elementem zerowym, ponieważ nie istnieje ryzyko pomylenia go z innym pojęciem zera. W tym artykule oba pojęcia są równoznaczne. Element absorbujący może też być nazywany elementem anihilującym.

## Definicja formalna
Niech {\displaystyle (S,\circ )} będzie zbiorem {\displaystyle S} z określonym na zbiorze {\displaystyle S} zamkniętym działaniem dwuargumentowym {\displaystyle \circ } (grupoid). Element absorbujący (zerowy) jest to taki element {\displaystyle z,} że dla każdego {\displaystyle s} należącego do {\displaystyle S,} {\displaystyle z\circ s=s\circ z=z.} Wyróżnia się pojęcia:
- zera lewego, gdy wymagane jest jedynie {\displaystyle z\circ s=z;}
- zera prawego, gdzie wymagane jest tylko {\displaystyle s\circ z=z.}

Elementy absorbujące są szczególnie ciekawe w półgrupach, zwłaszcza w multiplikatywnych półgrupach półpierścienia. W przypadku półpierścienia z 0, definicja elementu absorbującego jest czasem uproszczona tak, że nie jest wymagane by element absorbował 0; wystarcza by 0 było jedynym absorbującym elementem.

## Własności
- Jeśli grupoid ma zarówno lewe, jak i prawe zero, to ma zero, ponieważ {\displaystyle z=z\times z'=z'.}
- Jeśli grupoid posiada zero, to ma je tylko jedno.

## Przykłady
- Najlepiej znanym przykładem elementu absorbującego w algebrze jest mnożenie, gdzie dowolna liczba pomnożona przez zero jest równa zero. Zero jest więc elementem absorbującym.
- W arytmetyce zmiennoprzecinkowej, według definicji standardu IEEE-754, istnieje wartość „NaN” (z ang. Not A Number; nieliczba). Jest ona elementem absorbującym każdej operacji; np.: x + NaN = NaN + x = NaN, x – NaN = NaN – x = NaN itd.
- Zbiór działań dwuargumentowych na zbiorze {\displaystyle X,} razem ze złożeniem relacji tworzy monoid z zerem, gdzie element zerowy jest relacją pustą (zbiorem pustym).
- Zbiór zamknięty {\displaystyle H=[0,1],} gdzie {\displaystyle x\circ y=\min(x,y)} jest również monoidem z zerem, w którym elementem absorbującym jest 0.
- Więcej przykładów:

| Zbiór                                         | Operacja                              | Element absorbujący                        |
| --------------------------------------------- | ------------------------------------- | ------------------------------------------ |
| liczby rzeczywiste                            | {\displaystyle \cdot } (mnożenie)     | 0                                          |
| liczby całkowite                              | największy wspólny dzielnik           | 1                                          |
| macierze kwadratowe {\displaystyle N\times N} | {\displaystyle \cdot } (mnożenie)     | macierz zerowa                             |
| zbiory                                        | {\displaystyle \cap } (część wspólna) | {\displaystyle \varnothing } (zbiór pusty) |
| podzbiory zbioru {\displaystyle M}            | {\displaystyle \cup } (suma)          | {\displaystyle M}                          |
| logika Boole’a                                | {\displaystyle \land } (koniunkcja)   | {\displaystyle \bot } (fałsz)              |
| logika Boole’a                                | {\displaystyle \lor } (alternatywa)   | {\displaystyle \top } (prawda)             |